# Spyridon Marinatos

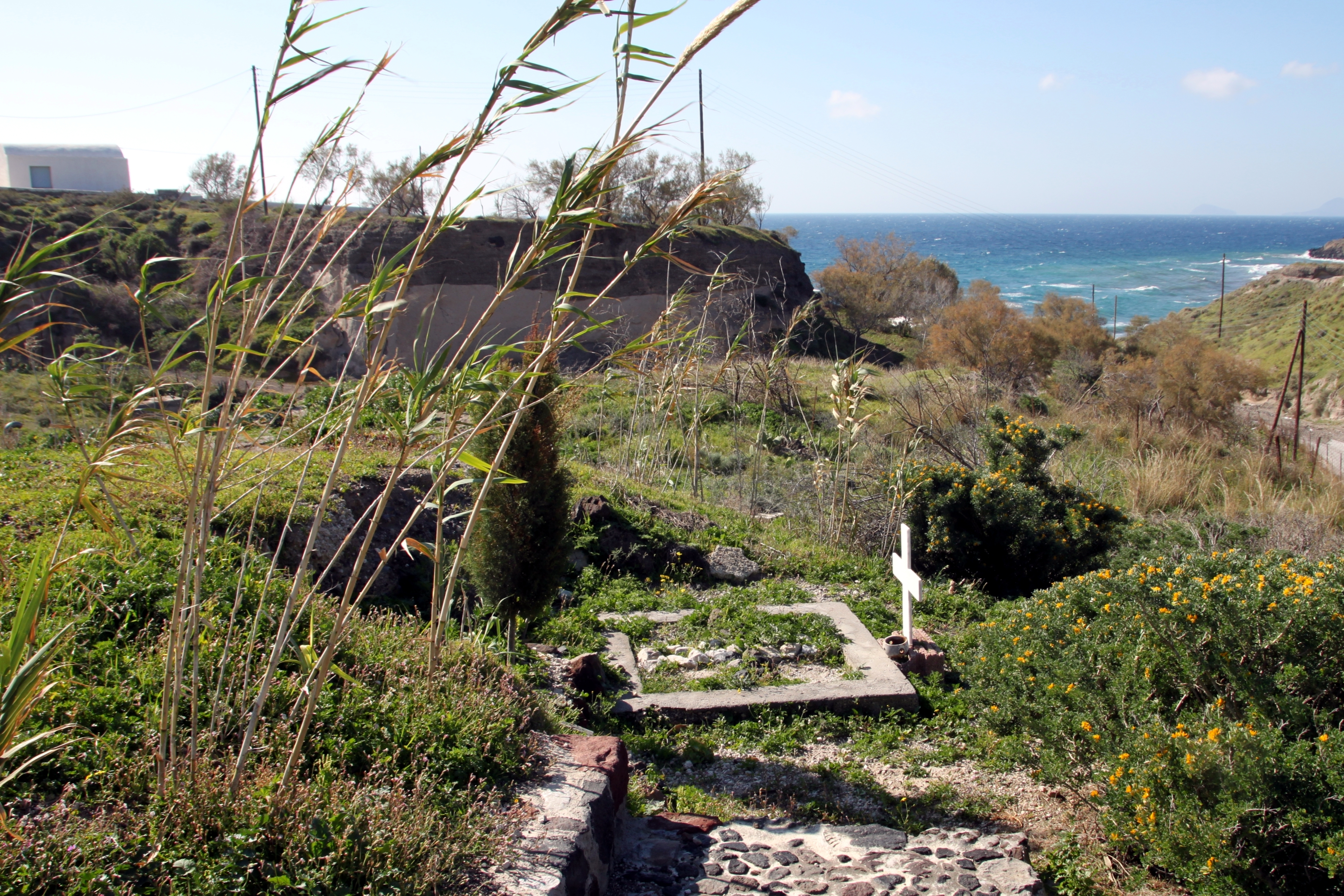
Graf van Marinatos in Akrotiri

Spyridon Nikolaou Marinatos (Grieks: Σπυρίδων Νικολάου Μαρινάτος) (Lixouri , 4 november 1901 – Santorini, 1 oktober 1974) was een Grieks archeoloog die bekend staat omwille van zijn opgravingen in Akrotiri op het eiland Santorini. Ook hielp hij Johanna Goekoop-de Jongh bij haar onderzoekingen naar Kefalonia, dat volgens haar het Homerische Ithaka zou zijn geweest, zoals ze betoogde in La Nésos Homérique (1933).

## Opgravingen
Marinatos specialiseerde zich in de Minoïsche en Myceense beschavingen uit de Bronstijd. Marinatos was verantwoordelijk voor opgravingen in:
- Akrotiri (Santorini)
- Amnisos
- Arkalochori
- Kefalonia
- Vathypetro